# Плещеев, Иван Дмитриевич Заяц
Ива́н Дми́триевич Плеще́ев по прозвищу Заяц (встречается также Зайка и Заика) — воевода в Пскове, Ржеве, Нижнем Новгороде.

## Биография
Сохранились сведения, что в 1608 году он был отправлен царём Василием Шуйским против астраханских мятежников товарищем при боярине Фёдоре Ивановиче Шереметеве, а в 1609 году он стал полковым воеводой и было велено ему идти с боярином Шереметевым для освобождения Троице-Сергиевой лавры, осаждённой поляками, или под Коломну для соединения с войском воеводы Прокопия Петровича Ляпунова.
В 1614 году Плещеев был воеводой в Ржеве. Во время шведской осады Пскова во главе отряда ратных людей сумел прорвать осадное кольцо и привести в город подкрепление. В 1616—1617 годах воевода в Пскове. Просил помощи против шведов, которые «надо Псковом хотят промышляти и Псковский уезд воюют».
В 1623 году на свадьбе царевича Михаила Кайбуловича с дочерью Григория Ляпунова Плещеев был в «сидячих боярах», а его жена должна была быть в сидячих боярынях, но отсутствовала из-за болезни.
В 1623—1626 гг. он был воеводой в Нижнем Новгороде, затем отправлен в Москву. В последующие два года Плещеев дважды был у государева стола, а в 1628 году присутствовал в Грановитой палате при приёме кизильбашского посла, в 1632 году отпущен с воеводства в Арзамасе в Москву.
В 1633 году в Светлое Христово Воскресение находился в числе дворян, которых царь Михаил Фёдорович «велел свои государские очи видеть».
Имел местнические счёты с князьями Никитой Никитичем Гагариным и с Сергеем Степановичем Собакиным.